# محقنة غاز

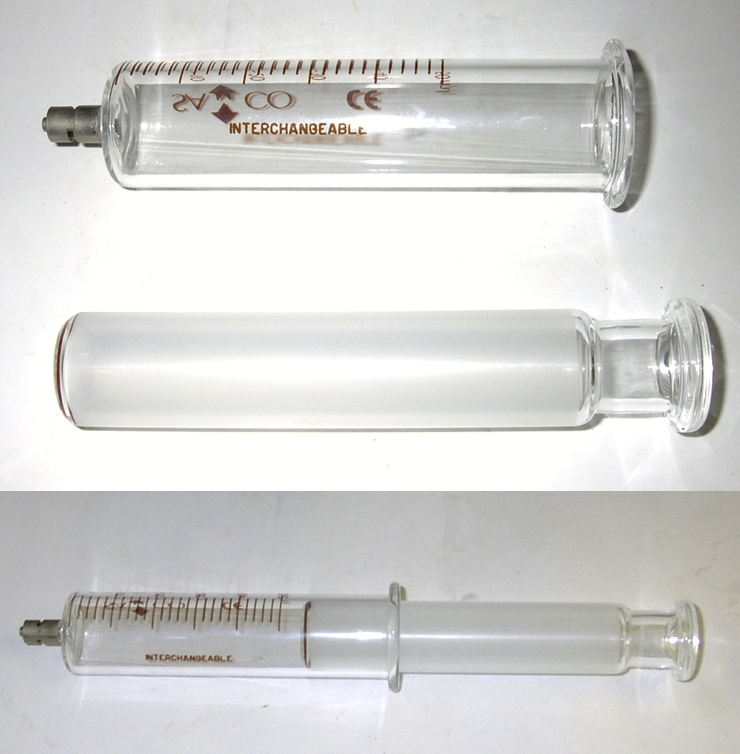
محقنة غاز ومكوناتها مفككةً ومجمعةً.

محقنة الغاز أو زجاجة جمع الغاز هي إحدى زجاجيات المختبر، تستخدم في إدخال أو تفريغ حجم من الغاز من نظام مغلق، أو في قياس حجم الغاز المتولد عن تفاعل كيميائي. وتستخدم محقنة الغاز في قياس حجم السوائل أو تغذية السوائل بنسب معينة، وخصوصًا عندما نحتاج إلى حفظ هذه السوائل بعيدة عن الهواء.
السطح الداخلي لمحقنة الغاز هو سطح مسنفر. وماسورة المحقنة أيضًا لها سطح خارجي مسنفر. تتحرك المحقنة ذات السطح المسنفر بحرية داخل الجسم الخارجي للمحقن باحتكاك بسيط جدًا. وهذا التوافق التام للسطوح المسنفرة يعطي إغلاقًا محكمًا للغاز. وكما هو الحال مع صنبور الزنق [الإنجليزية]، فإن جزئي المحقنة لا يمكن استبدالهم بأجزاء أخرى من محقنة أخرى لها الحجم نفسه، ما لم ينص المصنع على ذلك. لمحاقن الغاز أحجام متنوعة من 500 مل إلى 0.25 مل وتتمتع بدقة تتراوح بين 0.01-1 مل تبعًا لحجم المحقنة.
وقد تستخدم محقنة الغاز أيضاً لقياس ودفع السوائل، لا سيما عندما يكون لابد من عزل هذه السوائل عن الهواء.

## استخدام محقنة الغاز
يمكن لمحقنة الغاز أن تقيس الغازات المتولدة عن تفاعل كيميائي.
عند استخدام محقنة الغاز من أجل قياس حجم الغازات فإنه من الضروري أن تكون المحقنة خالية من السوائل، لأن الغازات تنحل فيها وخصوصًا تحت تأثير الضغط الناتج مما يعطي قياسات غير دقيقة (قانون هنري).
يمكن أن تقاس كمية الغاز المتولدة عن تفاعل كيميائي مقدرة بالمول وذلك بقياس حجم ذلك الغاز تحت ضغط معياري أو ضغط معروف (قوانين الغازات، PV=nRT)ا.
وفقًا لما ذكر سابقًا، من الضروري أن تتحرك ماسورة المحقنة بحرية داخل المحقنة ودون أدنى احتكاك إذا أردنا أن نقيس حجم الغاز عند الضغط ودرجة الحرارة المعياريين. وأي احتكاك سيؤدي إلى ضعط في المحقنة وقياس غير دقيق، وخصوصا إذا تولدت كمية صغير فقط من الغاز.

## وصلات خارجية
- "غاز في مكبس". مؤرشف من الأصل في 2020-09-21.